# Yenz Cini
Yenz Cini (* 4. Januar 1994) ist ein maltesischer Fußballspieler. Er wird als Torwart eingesetzt.

## Karriere
Cini spielte von 2010 bis 2015 beim Valletta FC, wo er auch schon in der Jugendabteilung gespielt hat. Außerdem ist er Nationalspieler in der U19-Mannschaft von Malta. Sein größter sportlicher Erfolg ist die maltesische Meisterschaft. Diese gewann der Torhüter in der Spielzeit 2011/2012 mit seinem Klub. Anfang 2015 wurde er bis Saisonende an Gudja United in die First Division ausgeliehen. Nach seiner Rückkehr wechselte er im Sommer 2015 zum FC Mosta. In der Saison 2015/16 saß er meist auf der Ersatzbank. In der Spielzeit 2016/17 wurde er zur Stammkraft zwischen den Pfosten. Am Saisonende schaffte er mit seiner Mannschaft in der Relegation den Klassenverbleib. Im Sommer 2017 schloss er sich Ligakonkurrent FC St. Andrews an, dort kam er jedoch nicht zum Einsatz. Seit Sommer 2018 spielt er wieder für den FC Valletta.